# Heinrich von Calven
Heinrich von Calven, auch Hinrich von Calven, Hinrik von Calven und Heinrich van Calven (* vor 1459 in Lübeck; † 8. April 1504 ebenda) war ein deutscher Politiker und Ratsherr der Hansestadt Lübeck.

## Leben
Heinrich von Calven war der Sohn des Lübecker Bürgermeisters Wilhelm von Calven. Im Jahr 1459 wurde er an der Universität Erfurt immatrikuliert. 1468 erscheint er als jüngster Fastnachtsdichter. Wie auch seine Vorfahren war er ab 1470 Mitglied der Zirkelgesellschaft.
Sieben Jahre nach dem Tod seines Vaters wurde er 1472 in den Rat gewählt und war damit in seiner Familie der dritte Lübecker Ratsherr in Folge. In den Jahren 1476 bis 1482 vertrat er die Lübecker Interessen als Amtmann des Beiderstädtischen Amtes Bergedorf. In der Stadt bewohnte er das von seinem Vater übernommene Grundstück des Brömserhofs, und vor den Toren gehörten ihm die Güter Stockelsdorf, Mori und Groß Schenkenberg.
Etwa 1469 heiratete er in Lübeck Mette von Lenten, die Tochter des Gewandschneiders Gerhard von Lenten († nach 1494) und Schwester des Ratsherrn Gerhard von Lenten. Seine Tochter Geseke heiratete den späteren Bürgermeister Thomas von Wickede.